# Vuelo 933 de Iberia
El vuelo 933 de Iberia fue un vuelo que cubría la ruta desde el Aeropuerto de Madrid-Barajas hasta el Aeropuerto Internacional Logan en Estados Unidos el día 17 de diciembre de 1973. El vuelo se realizaba con un avión DC-10, matrícula EC-CBN. Durante su aproximación a la pista 33L del Aeropuerto de Logan, debido a la mala meteorología, (lluvia, niebla y fuerte viento de cizalladura) el avión colisionó con las luces de aproximación, que se encontraban a unos 500 pies de la cabecera de la pista de aterrizaje rompiendo su tren de aterrizaje, lo que hizo que el avión, ya en el suelo, se arrastrase por la pista. Los 154 pasajeros y los 14 miembros de la tripulación sobrevivieron al accidente. 13 de los ocupantes resultaron heridos, siendo 3 de ellos (dos pasajeros y un miembro de la tripulación), heridos de gravedad.

## Accidente
Sobre las 15:44 hora local de Boston, el DC-10 de Iberia se estrelló contra las luces de aproximación de la pista 33L del Aeropuerto de Logan durante la maniobra aproximación con ILS.
Las condiciones meteorológicas eran muy adversas, con fuerte viento racheado, muy mala visibilidad, lluvia y niebla.
A las 15:34, se produjo la primera llamada por radio de la tripulación a los controladores de aproximación del Aeropuerto de Logan, que lo autorizaron para realizar la aproximación instrumental a la pista 33L y a descender a 3000ft.
Sobre las 15:38 el controlador de aproximación les transfirió con los controles de la torre de control, que informaron a la tripulación de que el viento era de 10 nudos y provenía con dirección 310 grados.
En ese momento el avión se encontraba realizando la aproximación con el piloto automático número 1 conectado, a 140 nudos y todas las listas de chequeo se habían realizado correctamente.
A las 15:41 el controlador autorizó a la tripulación para realizar el aterrizaje por la pista 33L. En la cabina, el ingeniero de vuelo hizo la primera comprobación de altura diciendo: "300 pies". A lo que el copiloto respondió con: "luces a la vista a la derecha de su posición", el comandante también respondió "luces a la vista" 
En ese momento el comandante desconectó el piloto automático y realizó un alabeo a la derecha para alinear el avión con la pista para proceder a realizar el aterrizaje de forma manual.
El ingeniero de vuelo hizo el último aviso avisando de que estaban llegando a la altitud de decisión. En ese momento el comandante pensó que estaban bajos, pero que no había problema, y accionó los controles de potencia de los motores, para intentar ganar altitud a la vez que viraba a la derecha para terminar de alinear el avión con la pista, sin embargo el avión seguía descendiendo.
El ingeniero de vuelo empezó a reportar las altitudes hasta llegar al suelo (en pies): "50, 40, 30, 20, 10" hasta que el avión chocó con las luces.
A las 15:42:11 el operador de radio del avión, reportó a la torre de control: "luces de pista a la vista y nueve segundos después, a las 15:42:20, el controlador recibió el aviso de alerta de las luces, seguido de una explosión. Desde la torre contactaron a la tripulación de Iberia para decirles: "Iberia 933, tenemos un accidente" y avisó a los bomberos para que fuesen a la cabecera de la pista 33L.
La tripulación de un vuelo de Air Canada, que estaban en el avión cerca de la posición del accidente, dijeron que vieron al avión de Iberia aparecer de entre la niebla, con una altitud demasiado baja para poder evitar el accidente.
Tras chocar con las luces, al avión perdió el tren de aterrizaje derecho y volvió, momentáneamente al aire, para caer con fuerza de nuevo.

## Causa
La causa probable del accidente se atribuye a que la tripulación no fue capaz de contrarrestar el rápido descenso de la aeronave tras quitar el piloto automático. Este fuerte descenso se vio potenciado por los fuertes vientos y la falta de una referencia visual con el terreno, al encontrarse entre la densa niebla.
Tras desconectar el piloto automático y ver el terreno, el avión estaba demasiado bajo y sin tiempo necesario para ganar altitud.
El avión quedó destruido y no pudo ser reparado.

### Tripulación
La tripulación estaba formada por los siguientes miembros:
- Comandante: Jesus Calderón Gaztelu (21705 horas de vuelo)
- Primer oficial: Alfredo Perez Vega (34187 horas de vuelo)
- Ingeniero de Vuelo: Celedonio Martín Santos (15317 horas de vuelo)
- Operador de radio/navegante: Candido Garcia Bueno (14562 horas de vuelo)
- 10 auxiliares de vuelo